# Paventia asemantica
Paventia asemantica är en fjärilsart som beskrevs av Turner 1945. Paventia asemantica ingår i släktet Paventia och familjen nattflyn. Inga underarter finns listade i Catalogue of Life.